# Paraliparis australis
Paraliparis australis és una espècie de peix pertanyent a la família dels lipàrids.

## Descripció
- Fa 5 cm de llargària màxima.[5]

## Hàbitat
És un peix marí i batidemersal que viu entre 295 i 571 m de fondària.

## Distribució geogràfica
Es troba a l'Atlàntic sud-oriental: Walvis Bay (Namíbia) i Cape Point (Sud-àfrica).

## Observacions
És inofensiu per als humans.